# Tríkkeri
Tríkkeri est une colline côtière de l'Arcadie culminant à 285 m, dont l'avancée dans le golfe Argolique constitue le cap Tríkkeri (en grec moderne : Άκρα Τρίκκερι, Ákra Tríkkeri) dans le Péloponnèse en Grèce.